# 割れしのぶ

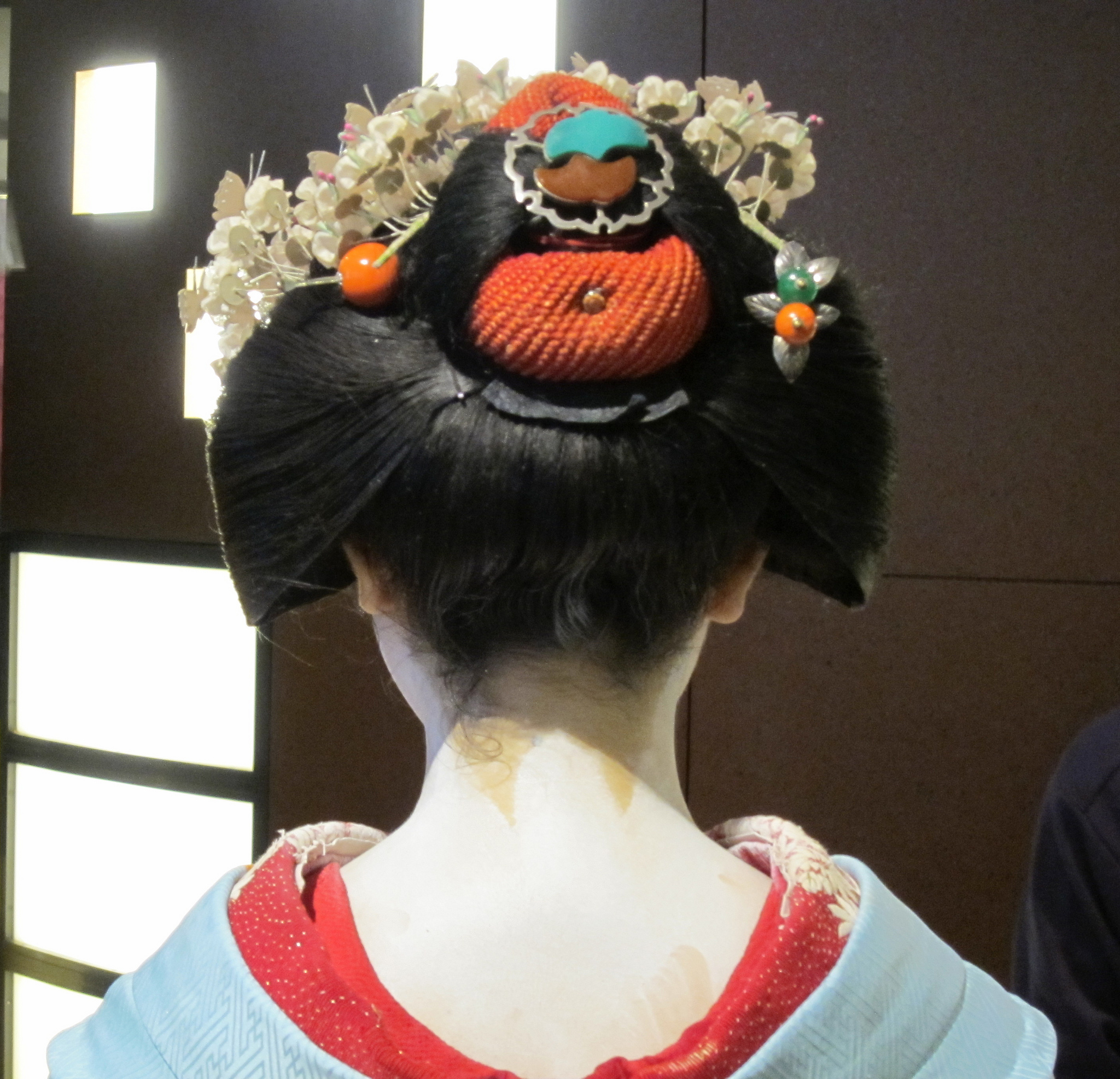
割れしのぶ

割れしのぶ（われしのぶ）とは、京都で現在も活躍する女性芸能者の舞妓が結う髪型。
店出しから1 - 2年の年少の舞妓が結う髷で、「ありまち鹿の子」と呼ばれる手絡や「鹿の子留め」や「花簪」と呼ばれる簪など特殊な髪飾りが多用される華やかで愛らしい髪型。
季節の花をかたどった大きな花簪が特徴的でそのほか「びら簪（びら止めも）」「玉簪」「根挿し」などが飾られる。